# Angophora subvelutina
Angophora subvelutina är en myrtenväxtart som beskrevs av Ferdinand von Mueller. Angophora subvelutina ingår i släktet Angophora och familjen myrtenväxter. Inga underarter finns listade i Catalogue of Life.

## Bildgalleri

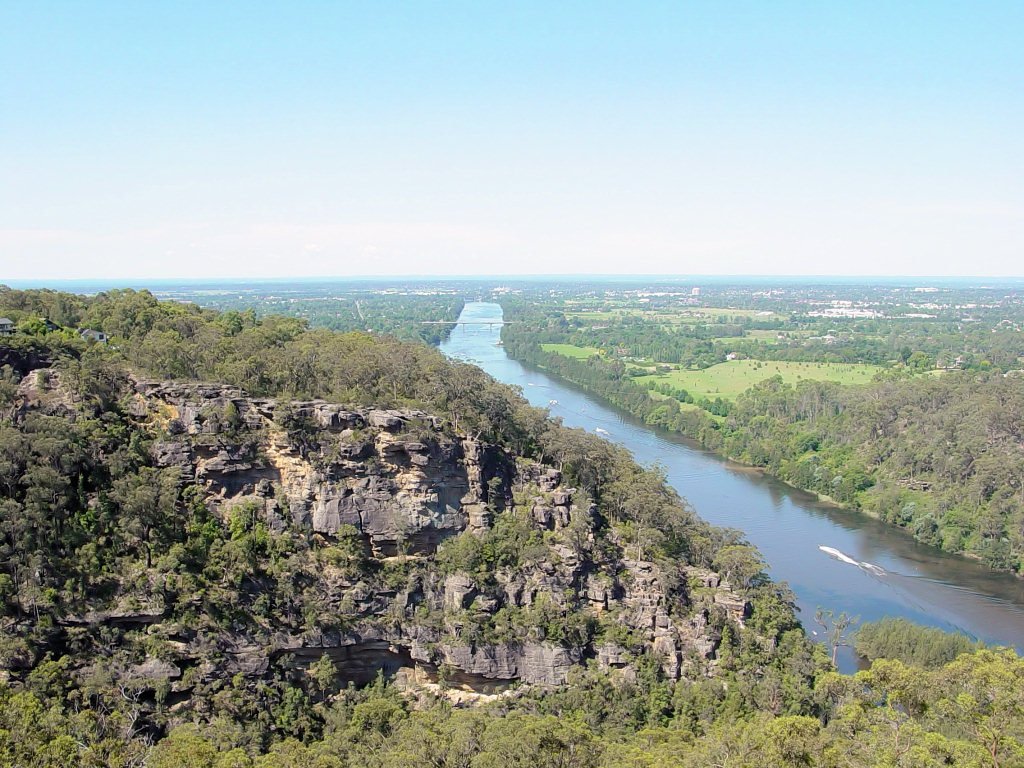